# 粕淵車站
35°4′20.66″N 132°35′34.03″E / 35.0724056°N 132.5927861°E
粕淵車站（日语：／ Kasubuchi eki */?）曾是屬於西日本旅客鐵道（JR西日本）三江線的鐵路車站，位於島根縣邑智郡美鄉町。當地地名為異體字，但車站站名使用正體字。
三江線活化協議會將此站暱稱命名為「神武」，取自島根縣西部與廣島縣西北部流傳的傳統神樂——石見神樂。
此站為三江線沿線各站中，平均乘車人數多於十人的少數車站，甚至多於相鄰的主要車站濱原車站，因此有委託當地美鄉町工商會派人代為售票。

## 歷史
- 1937年（昭和12年）10月20日 - 三江線石見築瀨車站至濱原車站路段通車，此站開始營運。
- 1955年（昭和30年）3月31日 - 隨著三江南線通車營運，原本的三江線更名為三江北線。
- 1975年（昭和50年）8月31日 - 三江南線的口羽車站與三江北線的濱原車站之間銜接路段完工通車，南北兩線合併為三江線，此站成為三江線的車站。
- 1987年（昭和62年）4月1日 - 隨著國鐵分割民營化，成為西日本旅客鐵道所管轄的車站。
- 1990年（平成2年）3月10日 - 不再派駐站員，售票委由當地美鄉町工商會代理，成為簡易委託站。
- 2018年4月1日 - 因三江線全線停駛廢線，隨之停止營運而廢站。

## 車站構造
此站為地面車站，往濱原車站方向的左側設有一股軌道與側式月台一座，月台上設有候車室。車站站房與美鄉町工商會館在同一棟建築，並設有連線售票的POS終端機，但沒有裝設自動售票機。車站前設有石見交通與美鄉町營巴士的停靠站。

## 使用狀況
根據島根縣的統計資料與《三江線沿線地域公共交通網形成計劃》所記載之每日平均乘客人數如下：
| 乘車人數推移 | 乘車人數推移 |
| 年度         | 1日平均人數  |
| ------------ | ------------ |
| 1984         | 184          |
| 1994         | 103          |
| 1999         | 58           |
| 2000         | 55           |
| 2001         | 53           |
| 2002         | 57           |
| 2003         | 64           |
| 2004         | 64           |
| 2005         | 60           |
| 2006         | 53           |
| 2007         | 37           |
| 2008         | 28           |
| 2009         | 26           |
| 2010         | 21           |
| 2011         | 22           |
| 2012         | 23           |
| 2013         | 17           |
| 2014         | 23           |
| 2015         | 25           |

## 相鄰車站
西日本旅客鐵道（JR西日本）
 三江線
明塚－粕淵－濱原

## 外部連結
- （日語）JR西日本（粕淵駅） （页面存档备份，存于）
- （日語）ぶらり三江線WEB：粕淵 - 三江線改良利用促進期成同盟会・三江線活性化協議会。